# 江声

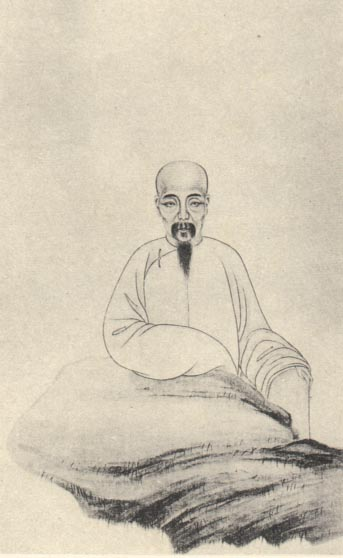
江声

江 声（こう せい、1721年 - 1799年）は、中国清代の儒学者、考証学者。字は鯨濤・叔澐。号は艮庭。蘇州府元和県の出身。

## 略歴
幼いときから科挙に志し、その孝心によって周囲の人々に知られていた。父母の死により官職への望みを絶ち、学究生活に入る。その前から尚書の古文と今文が互いに似ていないことと、孔伝が孔安国の自作ではないのではないかという疑問を抱いており、35歳の時に恵棟の門人となり、惠棟の『古文尚書考』と閻若璩の『古文尚書疏証』を読み、古文と『孔伝』が晋代の偽作であることを知る。そこで漢儒の説を集めて尚書29篇に注釈を加え、漢代の注が備わらないところは他の書から傍証し、古訓を精密に研究した。その結果を『尚書集注音疏』12巻としてまとめ、古文が偽作であることの主張・説を集大成した。この書は経文も注も疏もすべて篆書で書かれ、江声の音韻文字研究の深さを物語る。江声は志高く、栄利を求めず、その品格や節度が重んじられ、1796年に孝廉方正に推挙された。

## 著作
- 『六書浅説』3巻
- 『論語竢質』3巻
- 『経史子字準縄』
- 『恒星説』
- 『艮庭小慧』